# Humppa
Humppa ist – musikalisch gesehen – eine finnische Variante des Foxtrotts im 2/4-Takt, die mit Offbeat-Elementen arbeitet. Humppa bezeichnet außerdem den dazu passenden Tanz, dessen einfache Schritte jedoch mit Foxtrott nichts gemeinsam haben.

## Entwicklung
Humppa entwickelte sich „zufällig“ Ende der 1950er Jahre aus dem Foxtrott: in einer Radiosendung spielte eine Band eine lustige Parodie des Foxtrotts. Der Erfolg war überraschend und die Gruppe Humppa-Veikot formierte sich. Vanhasalo beschreibt in seiner Dissertation 4 Entwicklungsphasen des Humppa:
1. 1930er: Der ursprüngliche Foxtrott (interpretiert von Dallapé)
2. 1950er/1960er: Wiederaufleben des Foxtrott in vereinfachter Form, daraus sich entwickelnd der Humppa
3. 1970er: Humppa als „an ossified style of Finnish dance hall music“
4. Rearrangementes des Humppa in verschiedenen Kontexten

Heute enthält der Humppa teilweise Elemente aus Polka, Punk oder Rock. Der Name Humppa ist onomatopoetisch, d. h., der Klang des Wortes ähnelt dem der Musik. Der Rhythmus ähnelt in etwa einem gesprochenen „um-paa“.
Zu den Interpreten gehören Erkki Junkkarinen, Humppatyttö Berit, Humppaveikot, Pispalan laulava pystytukka, Eläkeläiset, Pauli Räsänen und Solistiyhtye Suomi.
In den späten 1970er und 80er Jahren wurde Humppa in Finnland erneut populär. Viele neue Bands, auch Protestbands, wurden gegründet, besonders auch in Lappland, darunter Hannu Merkku, Koillis-Humppa, Tarja Ylitalo und Souvarit.

## Aktuelle Vertreter

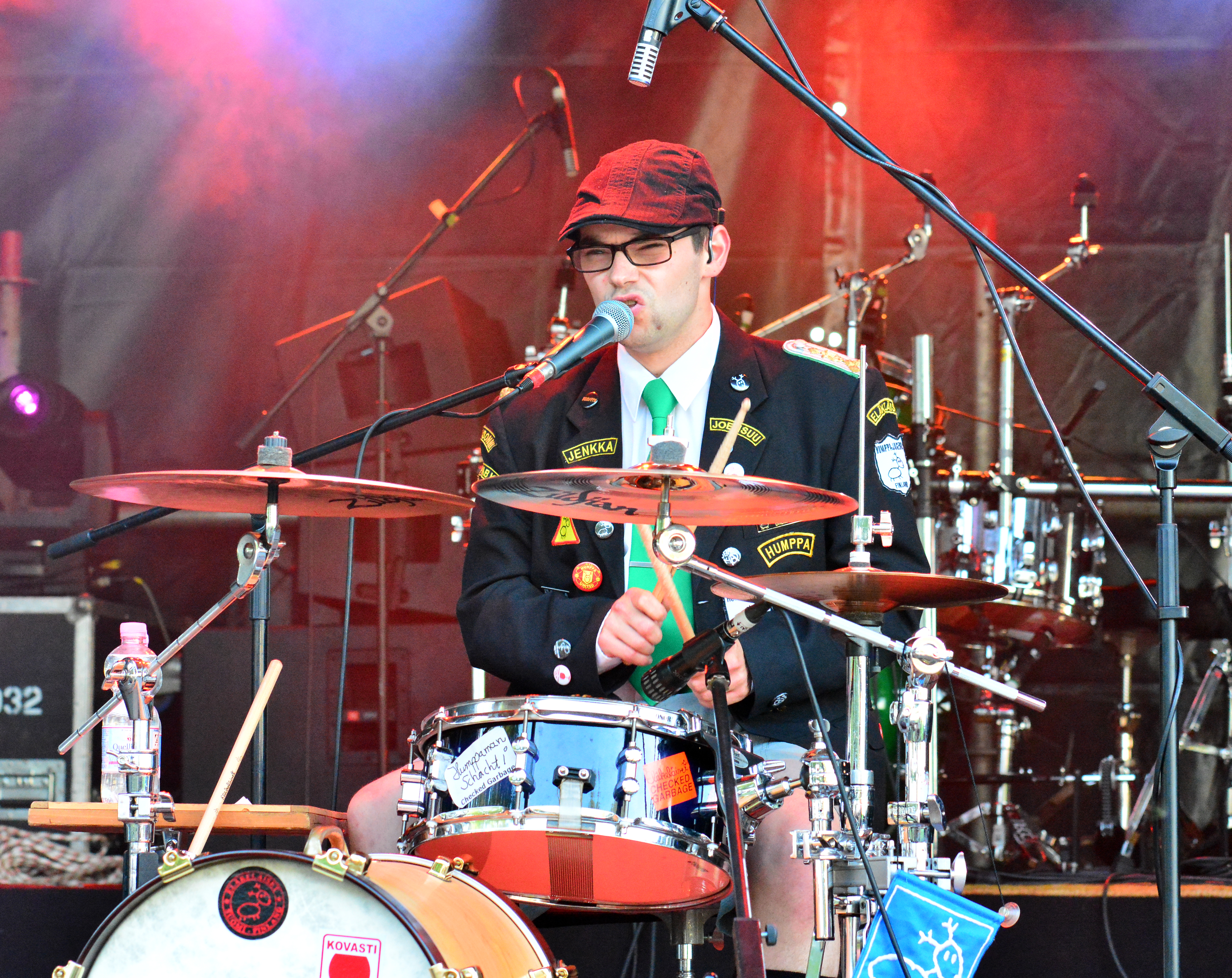
Humppaman Schachti beim Black Way Open Air 2014

Berühmter Vertreter des Foxtrott, aus welchem sich der Humppa entwickelte, war in den 1930er Jahren das Dal-lapé orchestra.
Die Musiker der Gruppe Eläkeläiset („Die Rentner“) machten Humppa weiteren Kreisen bekannt, indem sie zunächst ausschließlich bekannte Stücke aus dem Rock/Pop-Bereich neu finnisch betexteten und in ihrem Stil wiedergaben. So wurde die Geschwindigkeit erhöht und die Musik durch viele eigentlich artfremde Instrumente erweitert, zum Beispiel durch eine singende Säge oder ein Keksbüchsenschlagzeug.
Die finnischen Bands Finntroll, Korpiklaani und Turisas verbinden den traditionellen Humppa-Stil mit Metal und schwedischen (bei Finntroll) beziehungsweise finnischen und englischen (bei Korpiklaani) Texten. Ähnlich dieser Band bezeichnet die norwegische Band Trollfest ihre Musik gleich selbst als „Norwegian Humppa Metal“.
Eine auch außerhalb Norwegens etwas bekanntere Band ist Kaizers Orchestra. Die mehrfach ausgezeichnete Formation ließ sich unter anderem vom Humppa inspirieren – die norwegische Bezeichnung „Ompa“ ist in den Titel ihres ersten Albums Ompa Til Du Dør („Humppa bis Du stirbst“) eingegangen. 
Auch in Deutschland gibt es inzwischen einige Einzelkünstler und Bands wie beispielsweise Humppaman Schachti, Die Wallerts, die Pankepiraten und Humppa con Panhas, die sich an der finnischen Band Eläkeläiset orientieren und mehr oder weniger deutliche Humppa-Elemente in ihrer Musik präsentieren.